# 瓦尔德莱宁根
瓦尔德莱宁根是德国莱茵兰-普法尔茨州的一个市镇。总面积26.66平方公里，总人口403人，其中男性205人，女性198人（2011年12月31日），人口密度15人/平方公里。